# Indicatorplant
Indicatorplanten zijn in de vegetatiekunde indicatorsoorten die indicatief zijn voor een bepaalde milieufactoren.
Door het beschrijven van de eigenschappen van de soort kunnen uitspraken worden gedaan over uiteenlopende invloeden of veranderingen. Soms kan men informatie afleiden uit bepaalde eigenschappen van de soort, maar meestal betreft het de aanwezige aantallen binnen een gebied of juist afwezigheid van de soort.
Zo heeft Ellenberg bij planten met Ellenberg-indicatorwaarden voor een aantal factoren aangegeven voor welke waarden deze indicatief zijn. Vergelijkbare lijsten zijn ook gemaakt voor andere groepen, zoals mossen, korstmossen en algengroepen.
Freatofyten worden gebruikt als indicatoren over het grondwater: het zijn planten die in hun voorkomen uitsluitend of voornamelijk beperkt zijn tot de invloedssfeer van de grondwaterspiegel (freatisch vlak) en het 'schijngrondwater'. De afreatofyten zijn onafhankelijk van de grondwaterstand.
Deze kennis wordt bijvoorbeeld in de palynologie toegepast om het milieu (met name het klimaat, en zo de klimaatveranderingen) in het verleden te reconstrueren.

## Toepassing bij het bermbeheer
Indicatorplanten zijn planten die Rijkswaterstaat soms in de berm in z.g. proefvakken plaatst, teneinde vast te stellen of deze een natuurlijke en/of ecologische verrijking kunnen zijn van de wegberm. In totaal heeft men 450 soorten planten in de wegbermen geteld, waarvan er 150 een wezenlijke plaats vinden in de berm, de echte bermplanten. Enkele voorbeelden zijn: korenbloem, reukloze kamille, gele ganzenbloem, klokje, klaproos, leeuwenbek en blauwe knoop.
Rijkswaterstaat beperkt het maaien van de bermen, omdat het tijd en geld kost en het vaak moeilijk en gevaarlijk is. Bovendien wordt door het frequent maaien een gevarieerde begroeiing belemmerd. Gestreefd wordt naar een compromis van te gebruiken soorten planten die het uitzicht (bij kruispunten en wegmeubilair) niet te veel belemmeren, niet te hard groeien en niet te veel uitzaaien. Rekening houdende met al deze factoren, plaatste Rijkswaterstaat langs diverse wegen een zg. proefvak met daarin zo'n 10 tot 12 verschillende indicatorplanten, waarbij ook gekeken wordt naar hun gedrag en hun gevoeligheid voor luchtvervuiling.